# Landdagverkiezingen in Stiermarken 2015
De negentiende landdagverkiezingen in de deelstaat Stiermarken van 2015 vonden op 31 mei van dat jaar plaats. De verkiezingen werden gewonnen door de Sozialdemokratische Partei Österreichs (SPÖ). De partij verloor wel 9% van de stemmen t.o.v. 2010 en kreeg 15 zetels. De Österreichische Volkspartei (ÖVP) en de Freiheitliche Partei Österreichs (FPÖ) kregen elk 14 zetels. Daarbij moet worden opgemerkt dat de ÖVP juist zetels had verloren, terwijl de FPÖ juist zetels had gewonnen.
Na korte onderhandelingen kwam er een coalitie van SPÖ en ÖVP tot stand onder leiding van gouverneur (Landeshauptmann) Hermann Schützenhöfer (ÖVP).
| Partij | Partij                                       | Percentage | Zetels | Verschil |
| ------ | -------------------------------------------- | ---------- | ------ | -------- |
|        | Sozialdemokratische Partei Österreichs (SPÖ) | 29,29%     | 15     | 8        |
|        | Österreichische Volkspartei (ÖVP)            | 28,45%     | 14     | 8        |
|        | Freiheitliche Partei Österreichs (FPÖ)       | 26,76%     | 14     | 8        |
|        | Die Grünen - Die Grüne Alternative (GRÜNE)   | 6,68%      | 3      | 0        |
|        | Kommunistische Partei Österreichs (KPÖ)      | 4,22%      | 2      | 0        |
|        | Overige partijen                             | 4,60%      | 0      | —        |
|        |                                              |            | 48     |          |